# Die Goldene Stadt (Spiel)
Die Goldene Stadt ist ein 2009 im Kosmos-Verlag erschienenes Brettspiel von Michael Schacht mit Grafiken von Claus Stephan und Martin Hoffmann für 3 bis 4 Spieler. Es ist das erste Spiel, das Michael Schacht bei Kosmos veröffentlichte.

## Inhalt
- 1 Spielplan
- 72 Handelshäuser, je 18 in den Farben hellblau, rot, schwarz und weiß
- Spielkarten:
  - 50 Landschaftskarten, je 10 in den 5 Landschaften Gebirge, Küste, Wald, Wiese und Wüste
  - 16 Wertungskarten:
    - 4× Rückseite 1
    - 8× Rückseite 2
    - 4× Rückseite 3

  - 8 Bonuskarten
  - 6 Schlüsselkarten
  - 8 Warenkarten, zeigen jeweils 2 verschiedene Waren
- 100 Handelsbriefe:
  - 20× Wert 1
  - 40× Wert 2
  - 40× Wert 5
- 4 Biethände
- 35 Münzen
- 1 Startspielerschlüssel
- Spielanleitung (4 Seiten)

## Beschreibung
Die Spieler erreichen mit 3 Goldmünzen und 2 Landschaftskarten als Abenteurer die Insel in deren Zentrum die goldene Stadt liegt und versuchen Handelshäuser zur richtigen Zeit am passenden Ort zu errichten, um am Ende die wertvollsten Handelsbriefe zu besitzen.
Das Spiel läuft über mehrere Runden. Vor jeder Runde wird eine Wertungskarte aufgedeckt. Diese zeigt einen bestimmten Teil der Insel und eine Warenart, für die es in dieser Runde Handelsbriefe gibt. Anschließend wird pro Mitspieler ein Paar Landschaftskarten aufgedeckt. Reihum legen die Spieler beginnend beim Startspieler entweder ihre Biethand auf ein freies Landschaftskartenpaar oder gegen Zahlung von Gold auf ein besetztes und geben die dort liegende Biethand an den Besitzer zurück. Wenn alle Landschaftskartenpaare mit einer Biethand belegt sind erhalten die Spieler die Landschaftskarten auf die sie geboten haben. Reihum kann nun jeder Spieler durch Ausspielen von Landschaftskarten 1 oder 2 Handelshäuser auf den Plan setzen. An der Küste kostet dies eine Landschaftskarte "Küste", in einem Vorort oder dem äußeren Stadtteil der goldenen Stadt 2 Landschaftskarten des entsprechenden Typs. Um im inneren Stadtteil zu bauen, wird zusätzlich eine Schlüsselkarte benötigt. Für jedes Handelshaus erhält der Spieler eine Belohnung, die bei dem Bauplatz eingezeichnet ist. Dies können Bonuskarten, Landschaftskarten, Münzen, Schlüsselkarten oder Waren sein. Jedes Handelshaus, das nicht an der Küste gebaut wird, muss über Straßen mit einem eigenen Handelshaus verbunden sein.
Anschließend erfolgt die Wertung. Jeder Spieler, der die auf der Wertungskarte abgebildete Ware besitzt, an dem abgebildeten Fluss oder im abgebildeten Stadtviertel gebaut hat, bekommt 2 Handelsbriefe. Spieler, die in einem dieser Segmente die Mehrheit besitzen oder es als einziger abdecken, erhalten 2 zusätzliche Handelsbriefe. Es lohnt sich also gezielt solche Landschaftskarten zu nehmen, die zu der offen liegenden Wertungskarte passen, aber nicht um jeden Preis. Da man 2 gleiche Landschaftskarten auch als Joker für eine andere Landschaftskarte benutzen kann, ist es auch möglich durch Bluff den Preis für die passenden Karten hochzutreiben.
Danach wandert der Startspielerschlüssel zum nächsten Spieler und eine neue Runde beginnt. Das Spiel endet sobald die letzte Wertungskarte ausgewertet wurde oder ein Spieler alle seine Handelshäuser auf dem Plan hat. Dann wird die Runde noch beendet. Jeder Spieler erhält dann noch weitere Handelsbriefe für seine Bonuskarten und zwar:
- 3 für jede Warenkarte
- 2 für jede Münze und jedes Handelshaus am Fluss
- 1 für jedes Haus in der Goldenen Stadt und für jedes Handelshaus in einem Vorort oder einem der abgebildeten Stadtteile

Wer die wertvollsten Handelsbriefe besitzt gewinnt das Spiel. Bei Gleichstand gewinnt wer die meisten Handelshäuser in der Goldenen Stadt bzw. das meiste Gold besitzt.

## Varianten
- Die Große Dürre: Diese Variante für 2 Spieler veröffentlichte Michael Schacht im Mai 2009 auf seiner Webseite[1]
- Zusatzvariante für 2 Spieler: Bei dieser Variante erhalten die Spieler zusätzlich 2 schwarze Häuser, mit denen sie Stadtviertel für den Gegner sperren können[2]

## Übersetzungen
- Polnisch: Złote Miasto (bei Galakta)

## Spielkritiken
- Spielbox Ausgabe 4/09: "Sagenhafter Ort auf winziger Insel"